# Rat River (biflöde till Burntwood River)
Rat River är ett vattendrag i Kanada.   Det ligger i provinsen Manitoba, i den centrala delen av landet, 2 000 km nordväst om huvudstaden Ottawa. Rat River ligger vid sjön Threepoint Lake.
I omgivningarna runt Rat River växer i huvudsak barrskog. Trakten runt Rat River är nära nog obefolkad, med mindre än två invånare per kvadratkilometer.